# Spartaco Ghini
Spartaco Ghini (Perugia, 30 ottobre 1933 – 15 febbraio 2004) è stato un imprenditore e dirigente sportivo italiano.

## Biografia
Proprietario della Sicel, grande azienda produttrice di carpenteria metallica e prefabbricati edilizi esportati soprattutto nei Paesi arabi, nel 1973 divenne amministratore delegato della squadra di calcio del Perugia, mantenendo l'incarico fino alla promozione in Serie A al termine del campionato 1974-1975. Sebbene Ghini avesse nel frattempo lasciato la società, l'estate seguente la Sicel portò a termine in appena tre mesi la costruzione del nuovo stadio Comunale di Pian di Massiano. Dopo essersi avvicinato al modo della boxe — sua la sponsorizzazione di Gianfranco Rosi —, negli anni Ottanta Ghini divenne presidente del Perugia, mantenendo l'incarico dal 1983 al 1986.
Nella primavera di quell'anno scoppiò in Italia il secondo scandalo scommesse; il Perugia e il suo presidente si trovarono coinvolti nell'inchiesta e, al termine del processo sportivo, la squadra fu retrocessa d'ufficio in Serie C2 e Ghini venne squalificato per cinque anni.
In ambito imprenditoriale, ebbe risonanza mediatica l'aggiudicazione da parte della Sicel di un appalto da 52 milioni di marchi tedeschi nel 1987 per la realizzazione di un albergo nelle Isole Cook, nell'Oceano Pacifico. Dopo che il governo dell'isola versò a Ghini un anticipo di 32 milioni di marchi, in realtà prestati da un istituto di credito italiano, il cantiere vero e proprio non venne mai avviato. Nel 1993, un anno dopo il fallimento della Sicel, Ghini finì nuovamente sotto inchiesta per bancarotta in relazione a un'operazione edilizia condotta ad Aruba.
A Ghini è stata intitolata la curva nord dello stadio perugino.